# Joseph Morgan
Joseph Morgan (London, Velika Britanija, 16. svibnja 1981.), engleski je glumac. On je najpoznatiji po svojoj ulozi Niklausa Mikaelsona u TV seriji "Vampirski dnevnici" i njenom spin-offu "The Originals"

### Rani život
Joseph Morgan je rođen u Londonu, ali je živio u Swansea 11 godina. On je najstarije dijete u svojoj obitelji. Bio je student na Morriston gimnaziji, a zatim je studirao BTEC Performing Arts na Gower College Swansea, prije nego što se vratio u London kako bi studirao na Central School of Speech and Drama u svojim kasnim tinejdžerskim godinama.

### Karijera
Glumio je u prvoj seriji Sky One televizijske serije Hex, kao Troy se pojavio u sporednim ulogama u filmovima kao što su Alexander i Master i Commander: The Far Side of the World i BBC Two televizijske serije The Line of Beauty. Također se pojavio u televizijskoj seriji Doc Martin i Casualty i ko-glumio u Mansfield Park uz Billie Piper. U 2010. igrao je naslovnu ulogu u mini-seriji "Ben Hur", koja je prvi put emitirana na televiziji CBC u Kanadi i ABC TV u Americi, 4. travnja 2010. godine.
Glumio je Klausa Mikaelaona, originalnog vampira u serijama "Vampirski dnevnici" i ˇ"Originalni"